# Авьятико
Авья́тико, или Авиа́тико, (итал. Aviatico) — коммуна в Италии, располагается в регионе Ломбардия, в провинции Бергамо.
Население составляет 515 человек (2008 г.), плотность населения составляет 61 чел./км². Занимает площадь 8 км². Почтовый индекс — 24020. Телефонный код — 035.
Покровителем коммуны почитается святой Иоанн Креститель, празднование 24 июня.

## Демография
Динамика населения:

## Администрация коммуны
- Официальный сайт: http://www.comunediaviatico.it/